# Bertholet Flémalle

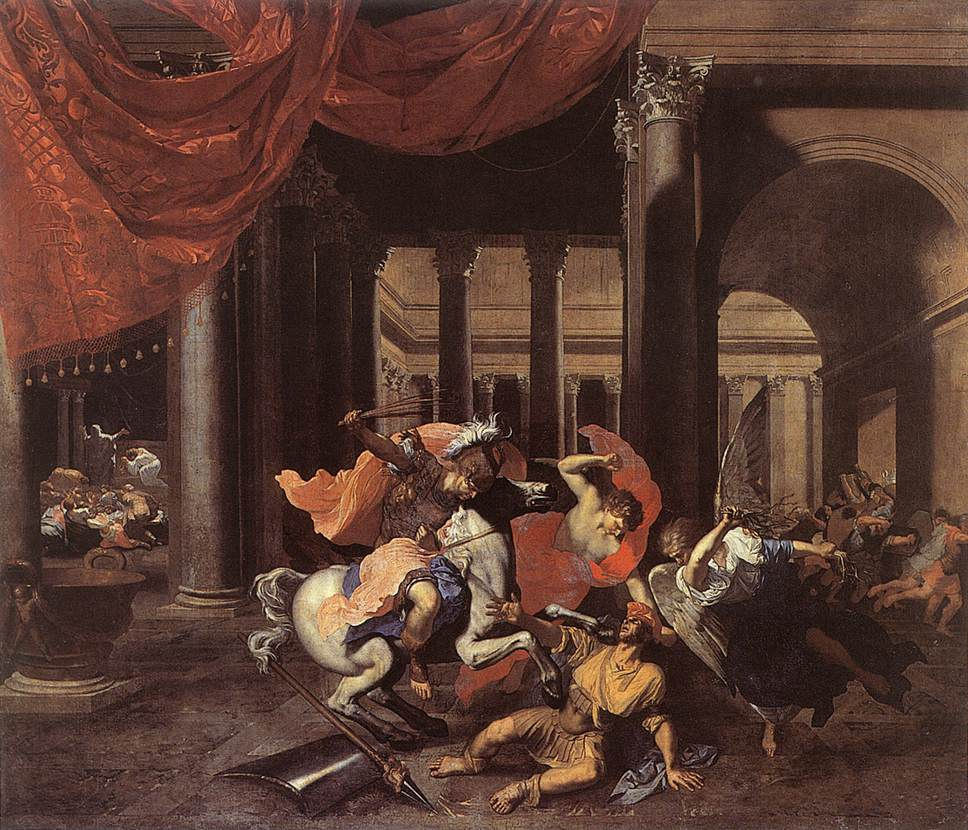
Wygnanie Heliodora, Królewskie Muzea Sztuk Pięknych, ok. 1660

Bertholet Flémalle znany też jako Flemal lub Flamael (ur. 23 maja 1614 w Liège, zm. 10 lipca 1675 tamże) – flamandzki malarz barokowy.

## Życiorys
Urodził się w licznej rodzinie malarza szkła, jego nauczycielem był Gerard Douffet. W latach 1638–1646 przebywał we Włoszech, głównie w Rzymie i Florencji, gdzie pracował dla Medyceuszy. Później zatrzymał się w Paryżu i wykonywał prace dekoracyjne w Wersalu. W 1647 powrócił do Liège, gdzie wykonał wiele obrazów dla kościołów. W 1670 ponownie wyjechał do Paryża i został mianowany profesorem Akademii; wykonał m.in. prace dekoracyjne w sali audiencyjnej pałacu w Tuileries. U schyłku życia artysta powrócił do Liège, ostatnie lata cierpiał na apatię i wymagał opieki. Zmarł w 1675, prawdopodobnie otruty. Podejrzewano, że dokonała tego wielokrotna morderczyni markiza de Brinvilliers, którą ujęto w jednym z klasztorów w Liège.
Bertholet Flémalle malował obrazy o tematyce religijnej i mitologicznej, zajmował się też malarstwem dekoracyjnym i portretowym. Pomimo swego flamandzkiego pochodzenia był wierny kanonom sztuki klasycznej, tworzył początkowo pod wpływem Eustache'a Lesueura, a później Nicolasa Poussina. Przyczynił się do spopularyzowania sztuki klasycystycznej w Liège, jego uczniem był Gerard de Lairesse.

## Wybrane prace
- Pokłon pasterzy, Musée des Beaux-arts, Caen,
- Wygnanie Heliodora, Królewskie Muzea Sztuk Pięknych, Bruksela,
- Plaga Filistynów, Liège.